# Trận hồ Bà Dương
Trận hồ Bà Dương (tiếng Trung: 鄱陽湖之戰; Hán Việt: Bà Dương hồ chi chiến) là một trận thủy chiến diễn ra trên hồ Bà Dương từ ngày 30 tháng 8 tới ngày 4 tháng 10 năm 1363 giữa thủy quân Đại Hán của Trần Hữu Lượng và thủy quân nhà Minh của Chu Nguyên Chương. Diễn ra trong bối cảnh chiến loạn cuối thời nhà Nguyên, trận hồ Bà Dương có ý nghĩa quyết định trong cuộc tranh giành quyền lực giữa hai thế lực nhà Minh và Đại Hán. Mặc dù có lực lượng lên tới 650.000 quân với trên 1000 thuyền lớn, quân Đại Hán đã thất bại toàn diện trước lực lượng nhà Minh chỉ có số quân bằng một phần ba, bản thân Trần Hữu Lượng cũng tử trận trong cuộc chiến này. Chiến thắng quyết định ở hồ Bà Dương đã giúp Chu Nguyên Chương kiểm soát hoàn toàn lãnh thổ hai bờ Trường Giang để từ đó làm bàn đạp Bắc tiến thống nhất Trung Quốc.

## Bối cảnh
Năm 1360 Trần Hữu Lượng sát hại Từ Thọ Huy rồi tự xưng là hoàng đế Đại Hán, chiếm cứ ở Giang Nam cùng một số vùng thuộc Hồ Nam và Hồ Bắc, dựng nên một chính quyền cát cứ rất lớn mạnh. Trần Hữu Lượng đem quân tấn công Chu Nguyên Chương nên thống lĩnh thủy quân xuôi dòng về hướng đông đánh vào Ứng Thiên phủ, toan thôn tính địa bàn của Chu Nguyên Chương.
Chu Nguyên Chương hỏi ý kiến Lưu Cơ, ông nói: "Quân địch từ xa đến rất mệt mỏi, còn ta được nghỉ ngơi sung sức, ta nên đặt sẵn phục binh, đánh cú bất ngờ thì lo gì mà không thắng". Chu Nguyên Chương đồng ý rồi cùng nhau đặt ra kế sách. Bộ tướng Khang Mậu Tài vốn là bạn của Trần Hữu Lương, Chu Nguyên Chương liền mật sai Khang Mậu Tài viết thư trá hàng và nhận làm nội ứng, đồng thời mật báo cho Trần Hữu Lượng một số tình báo giả, khuyên chia binh làm ba ngả đánh vào Ứng Thiên Phủ.
Trần Hữu Lượng quả nhiên trúng kế, lập tức dẫn quân đến điểm hẹn, nhưng khi đến nơi chẳng thấy Khang Mậu Tài đâu, Trần Hữu Lương biết mình bị lừa liền hô quân rút lui. Chu Nguyên Chương lập tức phát động cuộc tấn công, tức thì quân mai phục xuất hiện khắp bốn bề. Binh mã Trần Hữu Lượng bị thiệt hại đến quá nửa, may được bộ tướng xả thân cứu hộ mới thoát thân, và phải tháo chạy về Giang Châu.
Tới tháng 4 năm 1363, Trần Hữu Lượng lại tái xuất binh với lực lượng lên tới 60 vạn quân cả thủy lục tấn công Hồng đô, kinh đô của Chu Nguyên Chương, nay là Nam Xương, Giang Tây. Thủy binh của Trần Hữu Lượng gồm trên 100 thuyền lớn, đó là các lâu thuyền (楼船) kiên cố, rất khó bị tấn công nhưng đồng thời cũng có nhược điểm là di chuyển chậm chạp. Tuy lực lượng rất mạnh nhưng Trần Hữu Lượng không thể nào hạ được Hồng đô vốn lúc này do cháu Chu Nguyên Chương là Chu Văn Chính phòng thủ.
Tới tháng 7 năm 1363, đích thân Chu Nguyên Chương dẫn 20 vạn quân rời mặt trận đánh Trương Sĩ Thành tiến về cứu Hồng đô, hai bên đụng độ nhau tại hồ Bà Dương nằm gần Nam Xương ngày nay. Thủy binh của Chu Nguyên Chương sử dụng phần lớn là thuyền nhỏ vốn không thể so sánh về kích thước với lâu thuyền của quân Đại Hán nhưng bù lại có tính linh hoạt hơn rất nhiều trong chiến đấu. Bản thân Trần Hữu Lượng cũng nhận thấy rằng lâu thuyền của mình chỉ lợi trong vây và công thành chứ không lợi trong thủy chiến, vì vậy ông quyết định tung toàn lực tấn công Chu Nguyên Chương với hy vọng kết thúc nhanh đối thủ này để buộc Chu Văn Chính phải mở Hồng đô đầu hàng.

## Diễn biến
Trận chiến bắt đầu từ rạng sáng ngày 30 tháng 8 năm 1363. Thủy quân nhà Minh được chia thành 11 đội tàu chiến trong đó các chiến thuyền lớn nằm ở khu vực trung tâm. Nhóm trung tâm này đã lập tức tấn công thẳng vào chính diện đội hình thuyền Đại Hán bằng cả máy bắn đá, hỏa thuyền và các loại chất nổ. Tuy giành được đôi chút lợi thế ban đầu nhưng Chu Nguyên Chương lại nhanh chóng gặp rắc rối khi soái thuyền của chính ông bị bắt lửa của quân Đại Hán rồi sau đó bị các thuyền chiến Đại Hán tập trung tấn công tới tấp bằng tên và lửa. Chiến thuyền của Trần Hữu Lương vừa cao vừa to, lại dùng xích sắt buộc nối liền với nhau thành một hàng, nên có lợi thế khi giáp chiến. Phải nhờ tới sự ứng cứu kịp thời của các thuyền chiến Minh khác, soái thuyền của Chu Nguyên Chương mới thoát khỏi bị tiêu hủy.
Kết thúc ngày đầu tiên, nỗ lực tấn công của Chu Nguyên Chương thất bại vì lâu thuyền của Đại Hán chỉ tập trung ở vùng nước sâu tránh giao chiến trực tiếp, nhiều thuyền nhỏ của Minh bị hư hỏng. Ngày hôm sau, nhận thấy bố trí ràng buộc của các lâu thuyền, Chu Nguyên Chương ra lệnh đẩy mạnh đánh hỏa công bằng các hỏa thuyền có bố trí hình nộm giả làm chiến thuyền, việc được lợi gió đã khiến kế hoạch của Chu Nguyên Chương có kết quả tốt khi nhiều thuyền của Trần Hữu Lượng bị ngọn lửa thiêu hủy.
Sau gần hai ngày ngưng chiến, hai bên lại đụng độ vào ngày 2 tháng 9, để tránh bị hỏa công, Trần Hữu Lượng cho nới lỏng đội hình lâu thuyền của mình nhưng lại vấp phải chiến thuật tấn công đeo bám và đánh đổ bộ lên thuyền của đội thuyền nhỏ nhà Minh. Cùng lúc đó Chu Nguyên Chương nhận được tin rằng bộ binh của ông đã giải vây cho Hồng đô khiến cục diện trận chiến hoàn toàn nghiêng về phía nhà Minh, ông bèn kéo thủy binh về chỗ hợp lưu của Trường Giang và Cám Giang để bao vây hạm đội Đại Hán chờ trận chiến quyết định. Ngày 4 tháng 10, Chu Nguyên Chương quyết định tung ra đòn đánh cuối cùng bằng hỏa thuyền. Chu Nguyên Chương ra lệnh chuẩn bị 7 chiếc thuyền, bên trong có chứa chất nổ và vật dễ cháy. Đợi khi trời nổi gió, Chu Nguyên Chương cử một đội cảm tử điều khiển 7 chiếc thuyền xông vào dãy chiến thuyền của Trần Hữu Lượng rồi phóng hỏa, ngọn lửa bốc cao sáng rực cả bầu trời. Chuyến thuyền của Trần Hữu Lượng vì dùng xích sắt buộc lại với nhau, nên không thuyền nào chạy thoát.
Kế thúc trận đánh, gần như toàn bộ hạm đội của Trần Hữu Lượng bị hủy diệt. Trần Hữu Lượng dẫn tàn binh phá vây ra đến cửa hồ Phiên Dương, lại bị Chu Nguyên Chương vây đánh mấy trận, binh lính rất mệt mỏi nên lại có khá nhiều tướng sĩ xin đầu hàng quân Minh. Trần Hữu Lượng tử trận vì một mũi tên bắn trúng sọ. Mất đi người đứng đầu, lực lượng Đại Hán đầu hàng Chu Nguyên Chương không lâu sau đó.

## Kết quả
Chiến thắng quyết định ở hồ Bà Dương đã giúp Chu Nguyên Chương kiểm soát hoàn toàn lãnh thổ hai bờ Trường Giang để từ đó làm bàn đạp Bắc tiến thống nhất Trung Quốc và trở thành Minh Thái Tổ, hoàng đế đầu tiên của nhà Minh.

## Sách tham khảo
- Hok-lam Chan, 'The Rise of Ming T'ai-tsu (1368-98): Facts and Fictions in Early Ming Official Historiography', Journal of the American Oriental Society, Vol. 95, No. 4 (Oct. - Dec., 1975), p. 703, quoting TTSL, 13/165, abbreviation for (Ming) T'ai-tsu shih-lu (1418), ed. Yao Kuang-hsiao (1335-1418) et al., 257 chüan. Academia Sinica, Taipei 1962. (1.1.1.).
- Dreyer, Edward L., 'The Poyang Campaign of 1363: Inland Naval Warfare in the Founding of the Ming Dynasty,' in Kierman, Frank A., and Fairbank, John K. (eds.), Chinese Ways in Warfare (Cambridge, MA., Harvard University Press, 1974).
- Turnbull, Stephen, 'Fighting Ships of the Far East (1): China and Southeast Asia 202 BC - AD 1419.' (Oxford: Osprey Publishing, 2002).
- Wakeman, Frederic, Jr., 'Voyages', American Historical Review, Vol. 98, No. 1 (Feb., 1993), pp. 1–17.